# آکادمی موسیقی در کراکوف
آکادمی موسیقی در کراکوف دومین کالج موسیقی در لهستان از لحاظ قدمت است که در سال ۱۸۸۸ بنا نهاده شد.